# 拉尔沃斯斯
拉尔沃斯斯，是西班牙加泰罗尼亚塔拉戈纳省的一个市镇。总面积14平方公里，总人口3715人（2001年），人口密度265人/平方公里。